# Réserve de biosphère de l'Escarpement du Niagara
La réserve de biosphère de l'Escarpement du Niagara est une réserve de biosphère du Canada située au sud-ouest de l'Ontario. Elle a été reconnue par l'Unesco en 1990.
Cette réserve comprend 725 km de l'escarpement du Niagara entre les chutes du Niagara et l'extrémité nord de la péninsule Bruce.  Elle comprend une superficie de 190 270 ha et comprend entre autres deux parcs nationaux et 17 réserves naturelles et parcs provinciaux.

## Liste des aires protégées
La réserve de biosphère inclut les aires protégées suivantes :
- Réserve naturelle provinciale Cabot Head
- Parc provincial des Collines Short
- Parc provincial Craigleith
- Parc provincial Devil's Glen
- Réserve naturelle provinciale Duncan Escarpment
- Réserve naturelle provinciale de l'Escarpement Bayview
- Parc marin national Fathom Five
- Parc provincial des Falaises Mono
- Réserve naturelle provinciale de la Forêt de la Baie Hope
- Parc provincial Forks of the Credit
- Réserve naturelle provinciale Hockley Valley
- Réserve naturelle provinciale Lion's Head
- Réserve naturelle provinciale Little Cove
- Réserve naturelle provinciale Noisy River
- Réserve naturelle provinciale Nottawasaga Lookout
- Parc national de la Péninsule-Bruce
- Réserve naturelle provinciale Smokey Head/White Bluff
- Parc provincial de la Vallée de la Boyne
- Parc provincial de la Vallée de la Rivière Pretty